# Eparchia Zahli
Eparchia Zahli (łac. Eparchia Mariamnensis Maronitarum) – eparchia Kościoła maronickiego w Libanie. Została ustanowiona w 1990 roku. 